# 쌀알무늬

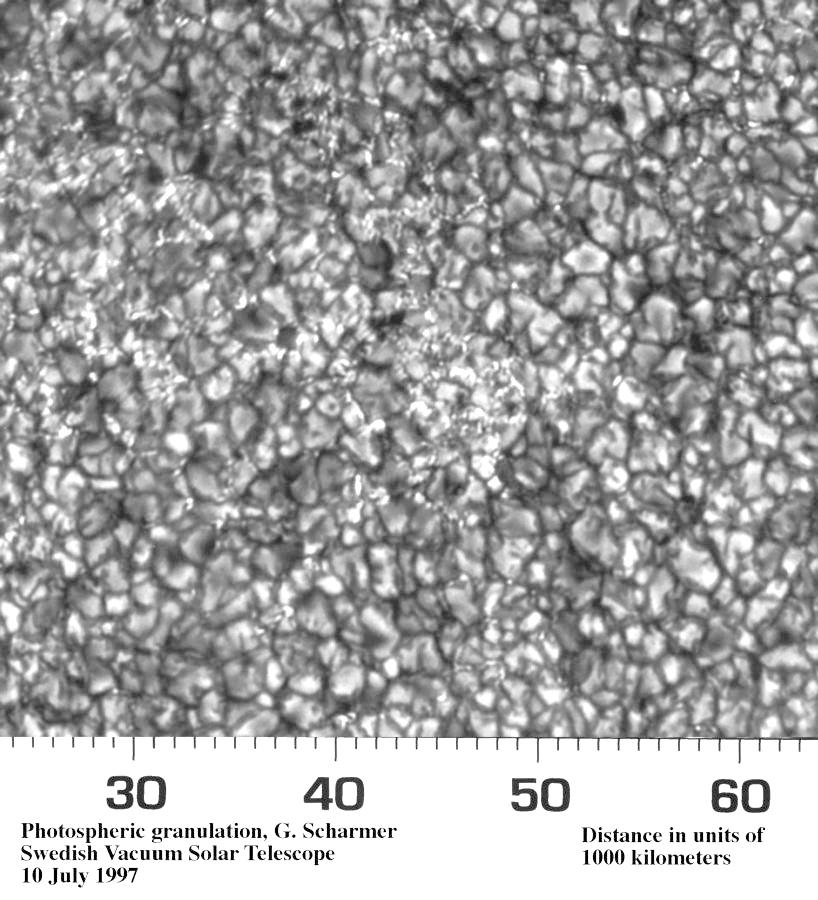
귤 껍질 안쪽 모양의 쌀알조직.

쌀알무늬(Granule) or 알조직(Granulation)은 태양 대류층 내에서 플라스마의 대류 흐름에 의해 발생한다. 대류 세포 상부의 모습은 마치 광구가 쌀알 같이 보이게 한다고 하여, 쌀알무늬라고 부른다.
쌀알조직의 중심부는 보다 뜨거운 플라스마가 상승하는 부분이며, 바깥 부분은 차가운 플라스마가 하강하는 부분이다. 따라서 가장자리가 더 어두운 모습이다. 외형적으로 관측가능한 것 이외에도, 각각의 쌀알조직에서 나오는 빛에 대해 도플러 이동 측정을 하게 되면 쌀알조직에서 일어나는 대류 현상에 대해 관측 가능하다. 전형적인 쌀알조직의 직경은 1000 km 정도이며 소실 전에 8분에서 20분 지속한다. 이러한 쌀알조직 가운데는 24시간이라는 긴 수명과 3만 km라는 큰 직경을 가지게 되는 초대형 쌀알조직도 있다.